# Eumannia sicula
Eumannia sicula är en fjärilsart som beskrevs av Eugen Wehrli 1933. Eumannia sicula ingår i släktet Eumannia och familjen mätare. Inga underarter finns listade i Catalogue of Life.